# Mycopsylla gardenensis
Mycopsylla gardenensis är en insektsart som först beskrevs av Bhanotar, Gosh och Gosh 1972.  Mycopsylla gardenensis ingår i släktet Mycopsylla och familjen Homotomidae. Inga underarter finns listade i Catalogue of Life.